# São Paulo das Missões
São Paulo das Missões is een gemeente in de Braziliaanse deelstaat Rio Grande do Sul. De gemeente telt 6.767 inwoners (schatting 2009).

## Aangrenzende gemeenten
De gemeente grenst aan Campina das Missões, Porto Lucena, Porto Xavier, Roque Gonzales, Salvador das Missões en São Pedro do Butiá.